# Álex Pérez
Alejandro „Álex“ Pérez Navarro (* 11. August 1991 in Madrid) ist ein spanischer Fußballspieler.

## Karriere
Der Innenverteidiger Pérez spielte zunächst als Jugendlicher für verschiedene Amateurvereine aus Madrid, ehe er im Jahre 2006 in die Jugendabteilung des FC Getafe wechselte. Vier Jahre später unterzeichnete Pérez einen Profivertrag und wurde zunächst in der Reservemannschaft eingesetzt, die in der drittklassigen Segunda División B antrat. Für die erste Mannschaft kam er nur zweimal zum Einsatz, einmal im Copa del Rey und einmal in der UEFA Europa League gegen den BSC Young Boys. Um Spielpraxis zu erhalten, wurde Pérez in der Saison 2012/13 an den SD Huesca ausgeliehen. In der folgenden Saison folgten zwei weitere Leihgeschäfte, zunächst zu Lewski Sofia in Bulgarien und dann zu Recreativo Huelva.
In der Saison 2015/16 lief Pérez für die Carolina RailHawks in der zweitklassigen North American Soccer League auf. Nach einem Jahr in den Vereinigten Staaten kehrte Pérez nach Spanien zurück und schloss sich dem Zweitligisten Real Valladolid an. Dort war er ebenfalls nur ein Jahr aktiv und wechselte im Sommer 2017 zum Ligarivalen Sporting Gijón. Nachdem sein Vertrag dort im Sommer 2019 ausgelaufen war, wechselte Pérez nach Deutschland und unterzeichnete einen Vertrag beim Zweitligisten Arminia Bielefeld. Bereits ein Jahr später wechselte er nach Spanien zu UD Logroñés in die dritte Liga.